# KROK – Kulturní revue Olomouckého kraje
KROK – Kulturní revue Olomouckého kraje je kulturní a společenský časopis vycházející od roku 2004. Vydavatelem je Vědecká knihovna v Olomouci.
Původní název časopisu byl KROK, rozšířený název o podnázev nese od roku 2010. Časopis vychází 4x ročně a je distribuován bezplatně v knihovnách a kulturních institucích. Současným šéfredaktorem je Tomáš Chalupa.